# Soode
Die Soode ist ein etwa 7,2 km langer, südöstlicher und orographisch linker Zufluss der Lempe im nordhessischen Landkreis Kassel (Deutschland).

## Name
Der Bach wurde im Jahr 1551 („vff der Sode“) zum ersten Mal schriftlich erwähnt. Der Name setzte sich möglicherweise ursprünglich zusammen aus der althochdeutschen Endung -aha für Fließgewässer und dem Wort sōd mit der Bedeutung „das Wallen, Sieden, siedende Flüssigkeit, Brühe, Brunnen“.

## Verlauf und Einzugsgebiet
Die Soode entspringt am Südwestrand des Reinhardswaldes im Nordteil des Stadtgebiets von Immenhausen, direkt westlich des Mariendorfer Wohngebiets Ahlberg. Ihre Quelle befindet sich auf der Westflanke des Ahlbergs (394,6 m ü. NHN) auf etwa 342 m Höhe.
Anfangs fließt die Soode, die überwiegend nordnordwestwärts verläuft, jeweils entlang des Westrands von Reinhardswald und Gutsbezirk Reinhardswald und bildet dabei die natürliche Grenze von diesem gemeindefreien Gebiet zu den Städten Immenhausen, Grebenstein (mit dem etwas südwestlich der Soode gelegenen Dorf Udenhausen) und Hofgeismar. Dabei durchfließt das Fließgewässer zum Beispiel den Kaiserteich, an dem es das Forsthaus Kaiserteich passiert. Etwas weiter nordnordwestlich verläuft der Bach an den Soodehöfen vorbei, wonach er nach Westen abknickt.
Schließlich mündet die Soode im Dorf Hombressen, einem östlichen Stadtteil von Hofgeismar, auf etwa 190 m Höhe in den dort aus nordöstlicher Richtung kommenden Esse-Zufluss Lempe.
Das Einzugsgebiet der Soode umfasst 10,825 km².